# Îles Farasan
Les îles Farasan (en arabe جزر فرسان) sont un archipel de la mer Rouge situé au large de la côte sud-ouest  de l'Arabie saoudite. Les îles sont coralliennes.

## Géographie
L'archipel est situé à quarante-deux kilomètres à l'ouest-sud-ouest de la ville de Jizan, en Arabie saoudite. Il dépend administrativement de la province de Jizan.
Les principales îles sont l'île Farasan, l'île Sadjid et l'île Zoufaf. Plates et arides, elles comportent des dunes. La faune terrestre est notamment représentée par des gazelles tandis que dans la mer, des dugongs peuplent la mangrove et les récifs coralliens baignés par des eaux riches en plancton.
La ville de Farasan présente quelques maisons construites à base de coraux pour des marchands et des vendeurs de perles.

## Histoire
La découverte de deux inscriptions latines datées de 144 a révélé l'existence d'un détachement d'une flotte romaine et de soldats de l'armée romaine de la province d'Égypte dans les îles Farasan, sur la route maritime menant à l'Inde, durant le règne de l'empereur Antonin le Pieux,.
Elles ont longtemps constitué un lieu d'exil pour dissidents et criminels.

## Environnement
Les îles Farasan ont été classées réserve de biosphère par l'Unesco en 2021.